# Llanvirn
| Systeem                                                                                    | Serie (ICS) | Etage (ICS) | Serie (Brits) | Ouderdom (Ma) |
| ------------------------------------------------------------------------------------------ | ----------- | ----------- | ------------- | ------------- |
| Siluur                                                                                     | Llandovery  | Rhuddanien  | Llandovery    | jonger        |
| Ordovicium                                                                                 | Boven       | Hirnantien  | Ashgill       | 443,4–445,2   |
| Ordovicium                                                                                 | Boven       | Katien      | Ashgill       | 445,2–453,0   |
| Ordovicium                                                                                 | Boven       | Katien      | Caradoc       | 445,2–453,0   |
| Ordovicium                                                                                 | Boven       | Sandbien    | 453,0–458,4   |               |
| Ordovicium                                                                                 | Boven       | Sandbien    | 453,0–458,4   | Llandeilo     |
| Ordovicium                                                                                 | Middel      | Darriwilien | 458,4–467,3   |               |
| Ordovicium                                                                                 | Middel      | Darriwilien | 458,4–467,3   | Llanvirn      |
| Ordovicium                                                                                 | Middel      | Darriwilien | 458,4–467,3   | Arenig        |
| Ordovicium                                                                                 | Middel      | Dapingien   | 467,3–470,0   |               |
| Ordovicium                                                                                 | Onder       | Floien      | 470,0–477,7   |               |
| Ordovicium                                                                                 | Onder       | Tremadocien | Tremadoc      | 477,7–485,4   |
| Cambrium                                                                                   | Furongien   | 10e etage   | Merioneth     | ouder         |
| Vergelijking van de oude (Britse, inofficiële) en officiële indelingen van het Ordovicium. |             |             |               |               |

Het Llanvirn (ook wel Llanvirnien of Llanvirniaan) is een geologisch tijdperk dat gebruikt wordt in oudere tijdschalen van het Ordovicium, die op de stratigrafie van de Britse Eilanden gebaseerd zijn. Deze tijdschalen werden met name ook voor de rest van Europa gebruikt. Het Llanvirn is daarin een van de zes of vijf tijdvakken waarin het Ordovicium wordt ingedeeld, het komt na het Arenig en wordt opgevolgd door het Llandeilo of het Caradoc.
Vanaf de jaren 90 is de International Commission on Stratigraphy bezig geweest een nieuwe tijdschaal op te stellen voor het Ordovicium, omdat de Britse tijdschaal niet op alle gebieden ter wereld toepasbaar is. In deze nieuwe, officiële tijdschaal valt het Llanvirn in het tijdvak Middel-Ordovicium en de tijdsnede Darriwilien. In de Britse stratigrafie wordt de naam nog steeds gebruikt, het Llanvirn wordt daarin vaak onderverdeeld in een aantal etages.